# 333029 Sallitt
333029 Sallitt este o planetă minoră (asteroid), cu un diametru de 2,017 km, din centura de asteroizi. A fost descoperită pe 18 iulie 2007 la Mount Lemmon⁠(d) de Mount Lemmon Survey⁠(d). 
Obiectul prezintă o orbită caracterizată de o semiaxă mare de 2,3707174856488 UAi, o excentricitate de 0,11703797423186, o înclinație de 2,4719345606584 ° în raport cu ecliptica.